# Operação Abanadela
A Operação Abanadela designa um conjunto de patrulhas efectuadas ao longo do rio Zambeze, em Moçambique, entre 20 e 30 de Julho de 1970, com o objectivo de proteger a construção da barragem de Cahora Bassa de possíveis ataques de guerrilheiros da FRELIMO e da passagem destes para sul, na direcção do Tete. As patrulhas eram realizadas por pequenos grupos de fuzileiro portugueses.